# Draconarius brunneus
Draconarius brunneus is een spinnensoort uit de familie nachtkaardespinnen (Amaurobiidae). De soort komt voor in China. 